# Frankfort, South Dakota
Frankfort är en ort i Spink County i delstaten South Dakota, USA.